# Мілка Такева-Григорієвич
Мілка Такева-Григорієвич (мак. Милка Такева-Григоријевиќ; 11 січня 1935, Делчево — 24 грудня 2017, Скоп'є) — македонський політолог, одна з найвидатніших жінок у післявоєнний період на політичній арені Македонії та видатна фігура в історії міського муніципалітету Делчево.

## Біографія
Такева-Григорієвич народилася в 1935 році в Делчево і з юних років активно діяла на політичній арені. Початкову школу закінчила в Делчево, учительську в Штипі, закінчила політологію в Белградському університеті. Була однією з перших жінок-політологів у колишній Югославії. Такева-Григорієвич була членом міської асамблеї міста Скоп'є, а також муніципальних зборів Центру та Газі Баби. Вона також була членом Республіканської асамблеї Асамблеї Македонії, де вона очолювала Комітет з питань охорони здоров'я та соціальної політики та Комітет з питань праці.
З 1981 року до виходу на пенсію в 1992 році була делегатом Союзних зборів Югославії, а з 1986 по 1988 рік була їх головою, де протягом двох термінів була координатором делегатів від Македонії, віце-президентом Комітету з питань охорони здоров'я та соціальної політики та членом Конституційної комісії.
Вона брала активну участь у галузі прав жінок, будучи президентом Конференції з соціальної активності жінок в Македонії, членом Президентства Союзної конференції з соціальної діяльності жінок в Югославії, а також віце-президентом Національної ради жінок Македонії (СОЖМ).
За свою діяльність отримала численні нагороди та відзнаки, серед яких: Орден Республіки зі срібним вінком, Орден «За заслуги перед народом», Орден Праці із золотим вінком, а також відзнаку за подолання бідності та відзнаку з цивільного захисту уряду Югославії.
Була одружена з Душаном Григорієвичем і має одного сина Івана.
Померла в Скоп'є 24 грудня 2017 року.